# Buck-boost-konverter (ikke-inverterende)
 For alternative betydninger, se Buck-boost-konverter (flertydig). (Se også artikler, som begynder med Buck-boost-konverter)
En ikke-inverterende buck-boost-konverter er en Buck (step-down) konverter fulgt af en Boost (step-up) konverter – output-spændingen er af samme polaritet som input-spændingen, og kan være mindre og større end input-spændingen. Sådan en ikke-inverterende buck-boost-konverter kan anvende én enkelt spole som kan anvendes til både buck-spolen og boost-spolen.